# Louis Lavelle
Louis Lavelle (n. 15 iulie 1883, Saint-Martin-de-Villeréal, departamentul Lot-et-Garonne, Franța; d. 1 septembrie 1951, Parranquet, departamentul Lot-et-Garonne) a fost un filosof francez și unul dintre metafizicienii francezi majori ai secolului al XX-lea. Reprezentant al filosofiei spiritului, filosofia sa este un spiritualism existential. A fost membru al Academiei de Știinte Morale și Politice din Franța.

## Biografie
Născut dintr-un tată învătător și o mamă care era proprietara unei mici exploatări agricole, Louis Lavelle părăsește regiunea sa natală la vârsta de șapte ani, inainte de a urma cursurile gimnaziale la Amiens, apoi, la Saint-Etienne. Intrat la Facultatea din Lyon, urmează foarte rar cursurile, interesându-se doar de filosofia lui Nietzsche și de mișcarea libertariană, participând, deseori, la diferite manifestațiii libertariene.
Între diversele posturi de profesor supleant, la Laon, asistă la cursurile lui Léon Brunschvicg, căruia i se va opune, mai tarziu, și cele ale lui Henri Bergson.
În 1909 devine profesor agregat în filosofie la Neufchâteau și este numit profesor la Vendôme, apoi la Limoges. Se căsătorește în 1913 și va avea patru copii, un fiu și trei fiice.
În 1914, cu ocazia apelului la mobilizare, în Primului Război Mondial, reformat fiind și inapt pentru satisfacerea serviciului militar, datorită unei probleme ale sistemului circulator, Louis Lavelle cere să fie trimis pe front. Trimis pe front, pe Sommme, în 1915, va fi retrimis, apoi, la Verdun, unde va cădea prizonier, pe 11 martie 1916, și va rămane prizonier aproape douăzeci și trei de luni. Pe perioada prizonieratului va scrie, pe carnetele cumpărate la cantina lagărului de prizonieri din Giessen, atât viitoarea sa teza de doctorat, cât și memoriile sale de război, cuprinse în lucrarea Carnete de război.
Își susține teza de doctorat în filosofie la finele anului 1921, la Sorbonne, având ca teme Dialectica lumii sensibile, tema susținuta în fața profesorului Léon Brunschvicg, și Percepția vizuală a profunzimii, tema susținuta în fața profesorului Léon Robin.
Numit profesor la Strasbourg, la Liceul Fustel de Coulanges, va juca un rol important în organizațiile sindicale ale profesoriilor din Alsacia și Lorena. În aceasta epoca, fiul său este diagnosticat cu o boala osoasă care îl va doborâ în 1952.
Din 1924 până în 1940, Louis Lavelle ține cursuri, în particular și este profesor în Paris, la Liceul Henri-IV, și la Liceul Louis-le-Grand. Devine jurnalist și ține o cronica filosofică a jurnalului Timpul, iar în 1934, cu filosoful René Le Senne, fondează colecția Filosofia spiritului alegând ca editor, editura Aubier-Montainge.
După armistițiul din 1940, Lavelle se repliează cu clasa sa la Bordeaux și este numit inspector general al Instucțiunii publice în anul 1941. Însa, la universitate, Louis Lavelle nu este bine-venit. Printre opozanții săi numărându-se Etienne Gilson și sociologul Maurice Halbwachs, acesta din urmă redactând chiar un raport contra sa. La Collège de France, cu ocazia adunării din 25 mai 1941, Lavelle este prezentat de către Mario Roques contra lui Maurice Pradine, susținut de către Gilson. Lavelle este ales din primul tur, cu 17 voturi pentru și 5 contra. Este numit, după Edouard Le Roy, la catedra de filosofie de la Collège de France.
Multiplicând congresele în străinatate, precum și lucrările, sănătatea filosofului se alterează, în principal, datorită problemelor de hipertensiune. Șase luni înaintea morții sale, Louis Lavelle a mărturisit, unui vechi coleg, că zilele sale erau numărate, însa că toate aceste probleme de sănătate nu erau importante pentru el. Victima unei anghine pectorale, Louis Lavelle se stinge din viată, în noaptea de 31 august spre 1 septembrie 1951.
Louis Lavelle este autorul celui mai vast sistem de metafizică al secolului al XX-lea. Dialectica eternului prezent, lucrare nesfârșită, este compusa din patru volume: Despre ființă(1928), Despre act(1937), Despre Timp și despre Eternitate(1945) și Despre Sufletul Uman(1951). Acestea, însumate, trebuiau să conțina un al cincelea și ultim volum, Despre Înțelepciune, care n-a apărut niciodată, din cauza decesului autorului.
Opera sa cunoaste, astăzi, un anumit reinteres datorită eforturilor lui Jean Ecole, Jean-Louis Vieillard-Baron, Michel Adam și al lui Bruno Pinchard.
Louis Lavelle este leaderul reprezentativ al filosofiei franceze a spiritului la care s-au atașat și René Le Senne, Gabriel Marcel, Gabriel Madinier, Nicolas Berdiaev, Georges Gusdorf, Aimé Forest, Jean Nabert, Maurice Nédoncellle, Jean Nogué. Dar temele de prezență, de act, de intuiție metafizică și a participării, căzute în desuetudine, nu mai găsesc, astăzi, prelungiri în filosofia contemporana. Cu toate acestea, nu este mai putin adevărat că Michel Adam a prelungit problematica moralei în spiritul gândirii lavelliene, și anume, în lucrarea sa Morala în contra-timpi.

## Filosofia lavelliana
Filosofia lui Louis Lavelle este, în ciuda aparențelor înșelatoare, dificilă de înțeles. Această dificultate de înțelegere are trei cauze esențiale: datorită influențelor sale, datorită epocii în care aceasta filosofie a fost dezvoltată, și, mai ales, datorită vocabularului care îi este propriu. Când încercam a discerne efortul lavellian, ne limitam, de obicei, a-l califica drept spiritualism. Într-adevăr, aces termen este corect, însa este vag. Am putea pretinde, în maniera lui Maurice Halbwachs, că Lavelle profesa un spiritualism fad și moale, o copie vagă, și făra talent, al lui Hernri Bergson sau a lui Octave Hamelin. Dar Louis Lavelle nu a produs niciun bergonism, niciun idealism sintetic. În același timp, nu este fals de a spune că Lavelle, care nu a fost un eclectic, a fost foarte marcat de Bergson, de Hamelin, precum și de Léon Brunschvicg.

## Ființa și participarea
Împreuna cu Bergson și Brunschvicg, Lavelle împarte ideea unei supremații a vieții spiritului, bogată și creatoare:
Consțiința nu este doar unitatea tuturor faptelor care se nasc în ea, la un anumit moment dat, ea poate fi unitatea tuturor stăriilor care se succed în ea. Ea este toată, în prezent; dar la fiecare moment ea adună întreaga sa viata, ea devine capabilă de a fi retraită.
Cu toate acestea, nu este mai puțin adevărat că Lavelle fixează jaloanele metafizicii sale contra gândirii hemeliniene, ființa nu este produsul unei sinteze de categorii și nu provine dintr-o operație intelectuală. În lucrarea sa, Essai sur les éléments principaux de la représentations (1907), Hamelin se prezintă precum un reprezentat al idealismului radical:
Vom constitui, deci, lucruri cu raporturi? Făra îndoială. Lucruri care vor fi în ele însele primitive, lucruri în care natura va fi sursă de lege, în loc de a rezulta din legi sau din ființa lor identică [...] 
Prin urmare, nu este vorba, în cazul lui Lavelle, de a dezvolta un idealism, ci de a constitui o filosofie punând ființa înaintea cunoașterii. La Lavelle, ființa este „obiect universal”  (nu trebuie să înțelegem aici termenul de „obiect” în sensul de „lucru”), adică, primar, univoc, și, prezent întreg, în toate punctele din univers. Această teză a univocitătii ontice, depășind distincția clasică dintre subiect și obiect, este susținută prin afirmația că ființa este sacră, fixând, astfel, de la început, subiectul în raport cu totalitatea universului:
Identificarea ființei și a actului ne va permite de a defini propria noastra ființa cu ajutorul libertății. Creăm persoana noastră spirituală precum Dumnezeu creează lumea. Dar trebuie ca noi să facem parte din lume, precum orice lucru, înainte de a ne putea unii cu Dumnezeu printr-o libertate de alegere. Actul pur nu comportă nicio alegere, dar permite toate alegerile pentru un subiect care, participând, prin natura sa, poate să se atașeze, printr-o consimțire care fundează persoana sa însăși, principiului interior care-l animă și-l face să fie, sau, de asemenea, să se abandoneze necesității prin care toate ființele finite, determinate prin bornele lor mutuale, exprimă înca suficiența ființei pure.
Acest principiu interior este actul consțiintei, operație prin care individul își dăruiește ființa lui însăși, printr-un act personal prin care se figurează ca ființă, o data unit si distinct de ființa pură. Suntem legați prin participare, care este o temă centrală a ontologiei dialectice a lui Lavelle: a participa înseamnă a lua parte întru ființă cu ajutorul activității noastre de reflecție.
Acest concept de participare se regășeste, la Lavelle, înca din prima sa lucrare La Dialectique du monde sensible -(Dialectica lumii sensibile), în care propune un studiu sistematic al calitațiilor sensibile: dăruirea, forța, întinderea, etc. Arată, de asemenea, că numai printr-o confruntare cu lumea vizibilă activitatea creatoare, și mai precis, cea a spiritului este revelată:
Existența [ființa] se aplică imediat la totalitatea lumii, dar ea nu se aplica părților sale doar datorită analizei care le distinge unele de altele și determină, cu o extremă riguoare, limitele lor mutuale. Unitatea gândirii se manifestă prin simplicitatea actului caracteristic de analiză; dar aplicându-se la totalitatea ființei concrete dată primitiv, acest act simplu mărturisește o fecunditate inepuizabilă: va da naștere la o varietate de tot felul de forme particulare ale existenței. În identitatea activă, prin care gândirea distinge un termen anume, de orice alt termen, se gasește exprimată, într-un anumit mod eminent, diversitatea tuturor distincțiilor realizate.
Prin actul de participare, transpunându-ne, noi înșine, ca ființe particulare, adică, capabile de reflecție, se impune, prin consecventă, lumea ca purtătoare de un sens. Este tocmai în experiența noastra cotidiană a lumii, prin analiza pe care noi o facem, că valoarea ne este mărturisită. În același fel, pentru Lavelle, punctul de plecare în metafizică este concret: realul suscită o emoție, o „mică agitație” care revelează o intuiție a ființei, o experiență pură. Aceasta din urmă este mărturisirea, pentru Lavelle, de la participare la absolut, care este, întotdeauna, un act reînoit, consimțit și adâncit prin reflecție.

## Lucrări
Amploarea lucrăriilor lavelliene este considerabilă și comportă un foarte mare număr de articole și de conferințe.
- La dialectique du monde sensible, Les Belles Lettres, 1922; PUF, 1954.
- La perception visuelle de la profondeur, Les Belles Lettres, 1922.
- De L'être, Alcan, 1928; 1932; Aubier 1947.
- La Conscience de soi, Grasset, 1933; 1951; Christian de Bartillat, 1993.
- La Présence totale, Aubier, 1934.
- Le Moi et son destin, Aubier, 1936.
- De l'acte, Aubier, 1937; 1946; 1992.
- L'Erreur de Narcisse, Grasset, 1939; La Table Ronde, 2003.
- Le Mal et la souffrance, Plon, 1940; Dominique Martin Morin, 2000.
- La Parodie et l'écriture, L'Artisan du livre, 1942; Le Félin, 2007.
- La philosophie française entre les deux guerres, Aubier, 1942.
- Du temps et de l'éternité, Aubier, 1945.
- Introduction à l'ontologie, PUF, 1947; Le Félin 2008.
- Les Puissances du moi, Flammarion, 1948.
- De l'âme humaine, Aubier, 1951.
- Quatre saints, Albin Michel, 1951; sous le titre De la sainteté, Christian de Bartillat, 1993.
- Traité des valeurs:tome I, Théorie générale de la valeur, PUF, 1951; 1991.
- Traité des valeurs:tome II, Le système des différentes valeurs, PUF, 1955; 1991.
- De l'intimité spirituelle, Aubier, 1955.
- Conduite à l'égard d'autrui, Albin Michel, 1958.
- Morale et religion, Aubier, 1960.
- Manuel de méthodologie dialectique, PUF, 1962.
- Panorama des doctrines philosophiques, Albin Michel, 1967.
- Psychologie et spiritualité, Albin Michel, 1967.
- Sciences, esthétique, métaphysique, Albin Michel, 1967.
- De l'existence(manuscrit de Limoges de 1912), Studio Editoriale di Cultura (Gênes), 1984.
- Carnets de guerre, 1915-1918, Quebec, Editions du Beffroi, et Paris, Les Belles Lettres, 1985.
- L'Existence et la valeur(Leçon inaugurale et résumés des cours au Collège de France, 1941-1951), Documents et inédits du Collège de France, 1991.
- Règles de la vie quotidienne, Arfuyen, février 2004.

## Actualitate
- Manuscrisele lui Louis Lavelle sunt consultabile la Collège de France, dupa o autorizare prealabilă.
- În fiecare an, timp de o zi, în luna octombrie, este organizată, de către Asociația Louis Lavelle, la Centre André-Malraux (Paris VI), ziua Louis Lavelle.
- Numeroase reeditări de lucrări ale filosofului sunt programate.

## Citate
- Louis Lavelle: „Cuvântul oamenilor este la jumătatea drumului dintre muțenia animalelor și liniștea zeilor.”
- Louis Lavelle, Du temps et de l'éternité: „Trecutul este intervalul care separă percepția de amintire.”
- Louis Lavelle, Le mal et la souffrance: „Plăcerea creează între noi și lume o stare de armonie unde conștiința tinde a se desființa.”
- Louis Lavelle, L'erreur de Narcisse: „Sunt toți oamenii într-un om, cu ce-i mai bun și cu ce-i mai rău.”
- Louis Lavelle, L'erreur de Narcisse: „Fiecare om se inventează pe el însuși. Dar este invenția căreia nu-i cunoaște termenii.”
- Louis Lavelle, Toutes les êtres séparés et unis: „Pentru a fi capabil să te dăruiești de sine, trebuie să fi avut posesia de sine, în această solitudine dureroasă, fără de care nimic nu este al nostru și nu avem nimic a dărui.”
- Louis Lavelle, Toutes les êtres séparés et unis: „Nu poate exista adevărata prietenie decât între cei care cred, mai întâi, în aceleași valori.”
- Louis Lavelle, La Conscience de soi: „Viața spirituală începe odată cu momentul în care descoperim că toată realitatea actelor noastre rezidă în gândirea care le produce.”
- Louis Lavelle, L'erreur de Narcisse: „În solitudine trebuie acționat ca și cum am fi văzuți de lumea întreagă și când am fi văzuți astfel, să acționăm ca și când am fi singuri.”
- Louis Lavelle, La parole et l'écriture: „Liniștea este un omagiu pe care cuvântul îl aduce spiritului.”
- Louis Lavelle, L'erreur de Narcisse: „Cel mai mare bine pe care-l facem altor oameni nu este de a le comunica bogăția noastră, ci de a le-o revela pe a lor.”
- Louis Lavelle, Le mal et la souffrance: „Plăcerea creează între noi și lume o stare de armonie unde conștiința tinde a se desființa.”